# Piccolo icosicosidodecaedro simo
In geometria, il piccolo icosicosidodecaedro simo, o disicosidodecaedro simo o "camuso", è un poliedro stellato uniforme avente 112 facce - 100 triangolari e 12 a forma di pentagramma - 180 spigoli e 60 vertici, in cui le 40 facce triangolari non camuse formano 20 coppie complanari creando 20 esagoni stellati non regolari.

## Inviluppo convesso
L'inviluppo convesso del piccolo icosicosidodecaedro simo, spesso indicato con il simbolo U32, è un icosaedro troncato non uniforme.
| Icosaedro troncato (facce regolari) | Inviluppo convesso (esagoni isogonali) | Piccolo icosicosidodecaedro simo |

## Coordinate cartesiane
Le coordinate cartesiane per i vertici del piccolo icosicosidodecaedro simo sono date da tutte le permutazioni pari di:{\displaystyle {\begin{array}{clllc}{\Bigl (}&\pm {\bigl [}1-\varphi +\alpha {\bigr ]},&\ \ \ \,0,&\pm {\bigl [}3+\varphi \alpha {\bigr ]}&{\Bigr )}\\{\Bigl (}&\pm {\bigl [}\varphi -1+\alpha {\bigr ]},&\pm \,2,&\pm {\bigl [}2\varphi -1+\varphi \alpha {\bigr ]}&{\Bigr )}\\{\Bigl (}&\pm {\bigl [}\varphi +1+\alpha {\bigr ]},&\pm \,2{\bigl [}\varphi -1{\bigr ]},&\pm {\bigl [}1+\varphi \alpha {\bigr ]}&{\Bigr )}\end{array}}}
dove {\displaystyle \varphi ={\tfrac {1+{\sqrt {5}}}{2}}} è la sezione aurea e {\displaystyle \alpha ={\sqrt {3\varphi -2}}.}

## Piccolo esacontaedro esagonale
Il piccolo esacontaedro esagonale è un poliedro isoedro non convesso, nonché il duale del piccolo icosicosidodecaedro simo.

### Geometria
Considerandolo come un semplice poliedro non convesso, ossia senza facce intersecanti, questoo solido risulta avere 180 facce, tutte triangolari, 270 spigoli e 90 vertici - 60 di ordine 3, 20 di ordine 12 e 12 di ordine 10 - con una caratteristica di Eulero risultante pari a -2.
Considerandolo invece come un poliedro stellato, esso risulta invece avere 60 facce esagonali irregolari, con 4 lati di una lunghezza e gli altri 2 di un'altra. Indicando la sezione aurea con {\displaystyle \phi } e ponendo {\displaystyle \xi ={\frac {1}{4}}-{\frac {1}{4}}{\sqrt {1+4\phi }}\approx -0,433\,380\,199\,59}, tali facce risultano avere cinque angoli di ampiezza pari a {\displaystyle \arccos(\xi )\approx 115,682\,268\,170\,75^{\circ }} e uno di ampiezza pari a {\displaystyle \arccos(\phi ^{-2}\xi -\phi ^{-1})\approx 141,588\,659\,146\,23^{\circ }}, mentre il rapporto delle lunghezze dei lati risulta pari a {\displaystyle 1/2+1/2\times {\sqrt {(1-\xi )/(\phi ^{3}-\xi )}}\approx 0,777\,024\,337\,46}.

### Costruzione
Trascurando le superfici autointersecanti, il piccolo esacontaedro esagonale può essere costruito come un kleetopo di un pentacisdodecaedro, ovvero come un kleetopo di secondo ordine del dodecaedro regolare. In altre parole, facendo corrispondere ogni faccia pentagonale di un dodecaedro alla base di una piramide pentagonale si ottiene un pentacisdodecaedro e, facendo poi corrispondere ogni faccia triangolare di quest'ultimo alla base di una piramide triangolare, si ottiene un piccolo esacontaedro esagonale.
I 60 vertici di ordine 3 corrispondono quindi al vertice apicale di ciascuna piramide triangolare del kleetopo, mentre i 20 vertici di ordine 12 e i 12 vertici di ordine 10 corrispondono ai vertici del pentacisdodecaedro.